# Betz, Oise
Betz är en kommun i departementet Oise i regionen Hauts-de-France i norra Frankrike. Kommunen ligger i kantonen Betz som tillhör arrondissementet Senlis. År 2022 hade Betz 1 118 invånare.

## Befolkningsutveckling
Antalet invånare i kommunen Betz
| Referens: INSEE |